# Municipio Vargas (La Guaira)
El Municipio Vargas es el único municipio del estado La Guaira, Venezuela, cuenta con un área de 1.497 km² y una población de 486.824 habitantes (censo 2023). El puerto de La Guaira es la capital del municipio. Se encuentra al centro-norte de Venezuela limitado por el mar Caribe y la cordillera de la costa.

## Historia
En 1864 por disposición de la Asamblea Constituyente de la Federación se crean los Cantones de Maiquetía y La Guaira dentro de los límites del extinto Distrito Federal. Sin embargo en 1872 bajo el mandato del presidente Antonio Guzmán Blanco se decreta la separación de los Departamentos de Vargas y Aguado y nuevamente son anexados al Distrito Federal en 1879. En 1880 nuevamente son separados del Distrito Federal hasta 1900 cuando Departamento Vargas vuelve a ser administrado dentro del territorio del Distrito Federal; hasta 1986 año cuando se crea la Junta Administradora, la cual tenía como misión, ejecutar las disposiciones de la Ley de la División Territorial del Distrito Federal; que es donde se crean los dos municipios este órgano fue de carácter transitorio y dura en sus funciones tres años hasta la 1.ª elección municipal en diciembre de 1987 luego en 1998 se crea  el Territorio Federal Vargas posterior Estado Vargas conformado solo por el Municipio Vargas.

## Geografía

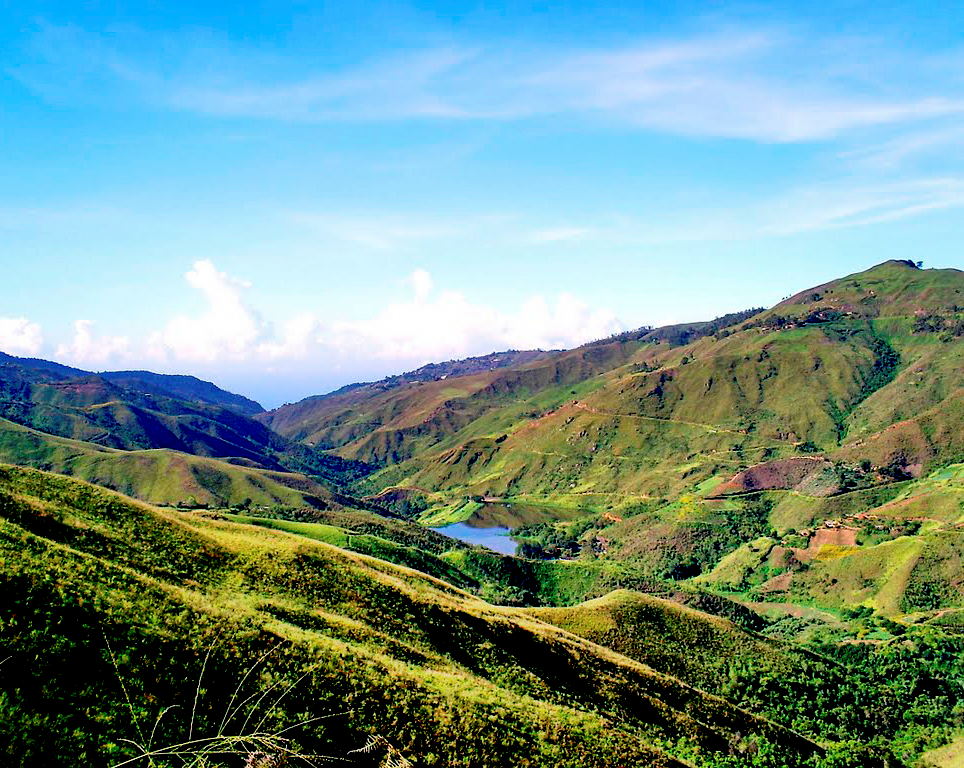
Parroquia Carayaca, Municipio Vargas

### Relieve
El Municipio Vargas tiene dos zonas geográfica notables; una región montañosa que ocupa la mayor parte del municipio y una delgada franja costera. La Cordillera de la Costa es la frontera natural del municipio abarca una línea de 160 km de este-oeste que recorre todo el municipio, en ella se encuentra en Parque nacional El Ávila. La zona costera se interrumpe en algunos sitios cuando la montaña toca Mar Caribe. El punto más alto del municipio es el Pico Naiguatá a 2.765 m s. n. m.

### Hidrografía
Posee unos 70 ríos o riachuelos principalmente intermitentes y de corto recorrido, corren en sentido sur-norte desembocando en el Mar Caribe, debido a lo inclinado de la pendiente de la Cordillera de la Costa en épocas de lluvias es frecuente que alcancen grandes volúmenes de agua.

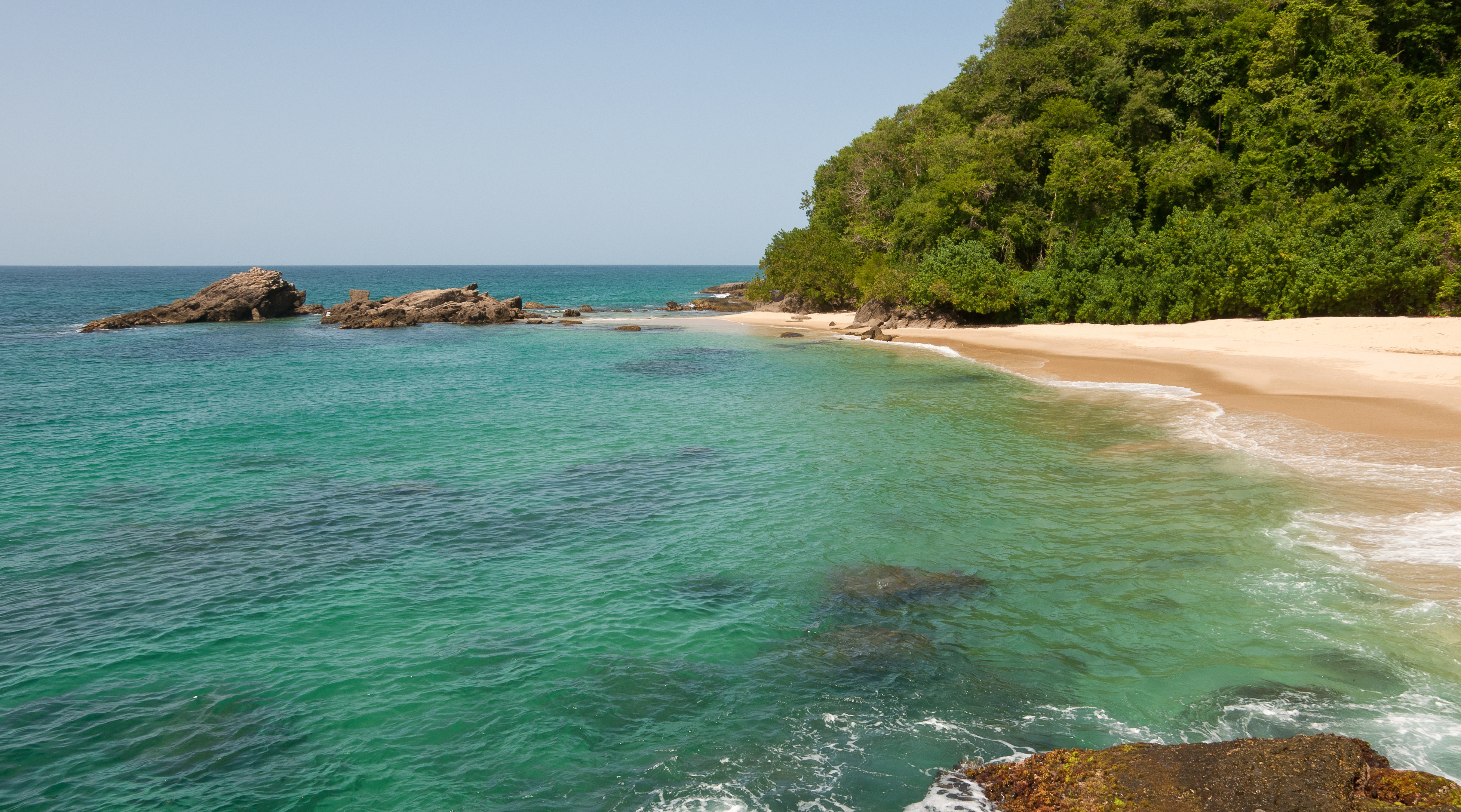
Playa Mono Manso, Chuspa, Parroquia Caruao

### Vegetación
La vegetación del municipio varían según la altura en la zona costera es xerófila y de matorrales, en las zonas medias de más de 500 metros de altitud destacan los bosques tropófilos. A una altitud de 1500 metros se encuentra una vegetación de selva nublada y a unos 2000 metros presenta características de selva alta.

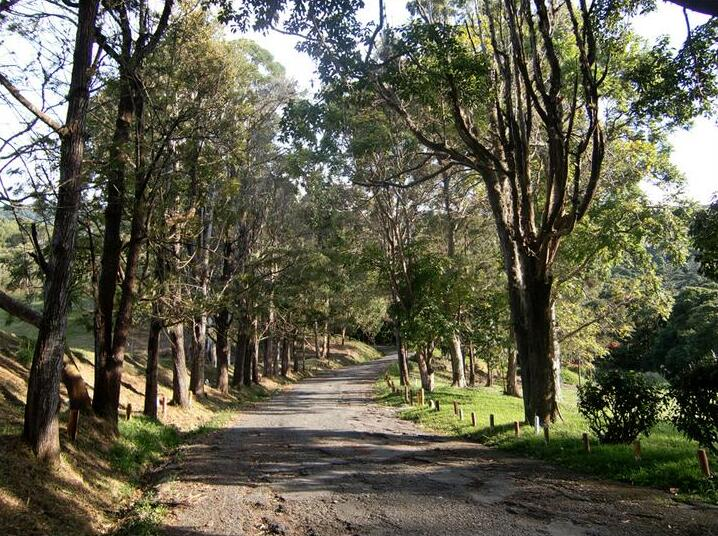
Parroquia El Junko

### Organización parroquial
| Parroquia        | Superficie | Población    | Densidad     |
| ---------------- | ---------- | ------------ | ------------ |
| Caraballeda      | 67 km²     | 67.683 hab.  | hab./km²     |
| Carayaca         | 475 km²    | 49.248 hab.  | hab./km²     |
| Carlos Soublette | 7 km²      | 52.005 hab.  | hab./km²     |
| Caruao           | 229 km²    | 7.233 hab.   | hab./km²     |
| Catia La Mar     | 38 km²     | 112.444 hab. | hab./km²     |
| El Junko         | 20 km²     | 12.688 hab.  | hab./km²     |
| La Guaira        | 14 km²     | 25.724 hab.  | hab./km²     |
| Macuto           | 32 km²     | 25.506 hab.  | hab./km²     |
| Maiquetía        | 22 km²     | 50.985 hab.  | hab./km²     |
| Naiguatá         | 241 km²    | 20.099 hab.  | hab./km²     |
| Urimare          | 26 km²     | 63.209 hab.  | hab./km²     |
| Municipio Vargas | 1497 km²   | 486.824 hab. | 200 hab./km² |

## Economía
El comercio y el turismo son las principales fuentes de ingresos del municipio vinculados con el puerto de La Guaira y el Aeropuerto Internacional de Maiquetía, mientras que la agricultura y las pesca solo se presentan en los sectores occidentales que son menos poblados y con poco turismo.

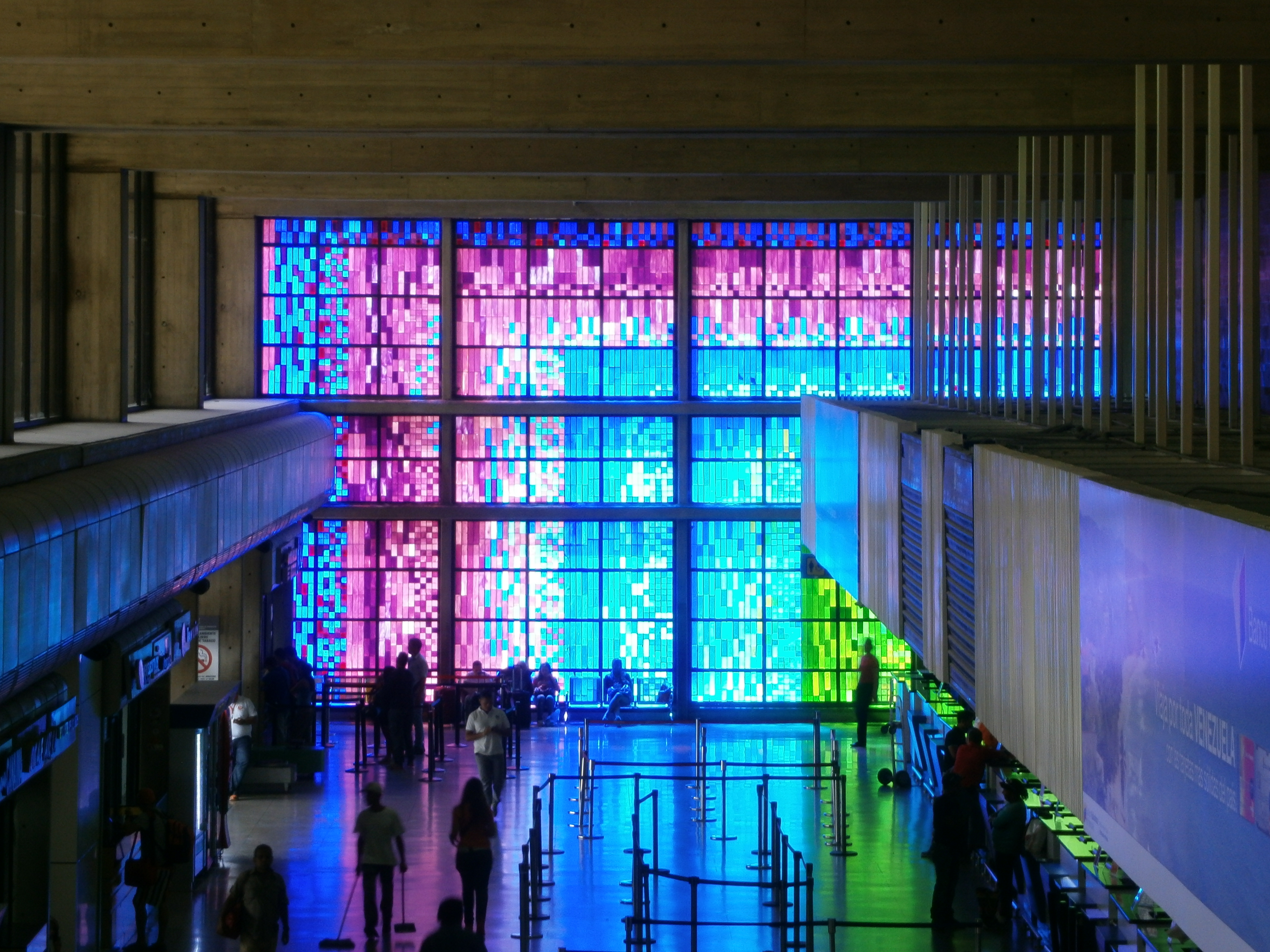
Aeropuerto Internacional Simón Bolívar

## Transporte
La Autopista Caracas-La Guaira comunica ambas ciudades y es la entrada natural a la ciudad de Caracas, se prevé la construcción de otra autopista que atravesaría la Cordillera de la Costa, posee una carretera que recorre el municipio desde La Guaira hasta el pueblo de Chuspa en la frontera con el Estado Miranda y otra desde Maiquetía hasta Puerto Cruz en el sector occidental. Además cuenta con algunas carreteras que comunican las poblaciones que se encuentran en la montaña con la costa del municipio. Dentro del Municipio Vargas está el principal aeropuerto de Venezuela el Aeropuerto Internacional de Maiquetía Simón Bolívar y el puerto de La Guaira el primero en capacidad pero el segundo nacional detrás de Puerto Cabello. También se halla la carretera Caracas-La Guaira (llamada popularmente «carretera vieja») que parte desde Montesano y bordea la montaña hasta terminar aledaño al sector Los Frailes de Catia.

## Política y gobierno

### Alcaldes
| Período                            | Alcalde                | Partido político / Alianza | % de votos | Notas |
| ---------------------------------- | ---------------------- | -------------------------- | ---------- | --- |
| 1989 - 1992                        | Ramón Díaz Romero      | AD                         | 38,15      | Primer alcalde bajo elecciones directas. |
| 1992 - 1995                        | Ubaldo Martínez Castro | MAS                        | 29,63      | Segundo alcalde bajo elecciones directas.(No completó su período por no ser aprobadas su Memoria y cuenta del año 1994)                                                                                    |
| 1995                               | Lenín Marcano          | AD                         | -          | Alcalde designando por la cámara municipal tras la destitución del alcalde Ubaldo Martínez. |
| 1995 - 2000                        | Lenín Marcano          | AD                         | -          | Tercer alcalde bajó elecciones directas. (Se realizaron elecciones adelantadas en el 2000 por la aprobación de una nueva Constitución). Último alcalde electo bajo la administración del Distrito Federal. |
| 2000 - 2004                        | Jaime Barrios Morfee   | MAS                        | 50,88      | Cuarto alcalde bajó elecciones directas. |
| 2004 - 2008                        | Alexis Toledo          | MVR                        | 59,50      | Quinto alcalde bajó elecciones directas. |
| 2008 - 2013                        | Alexis Toledo          | PSUV                       | 49,91      | Reelecto.(se postergan 1 año las elecciones municipales pautadas para finales del 2012) |
| 2013 - 2017                        | Carlos Alcalá Cordones | PSUV                       | 53,92      | Sexto alcalde bajó elecciones directas |
| 2017 - 2021                        | José Alejandro Terán   | PSUV                       | 85,62      | Séptimo alcalde bajo elecciones directas. |
| 2021 - 2025                        | José Manuel Suárez     | PSUV                       | 51,67      | Octavo alcalde bajo elecciones directas. |
| Fuente: Consejo Nacional Electoral |                        |                            |            | |

### Concejo municipal
Periodo 2021 - 2025
| Concejales:          | Partido político / Alianza |
| -------------------- | -------------------------- |
| Cali Rivas           | PSUV                       |
| Zacarias Castro      | PSUV                       |
| Hortencia Orihuela   | PSUV                       |
| Leandro Rojas        | PSUV                       |
| Josander García      | PSUV                       |
| Miguel Silva         | PSUV                       |
| Mirian González      | PSUV                       |
| Richard Infante      | PSUV                       |
| Juan Carlos Michinel | VP/MUD                     |
| Andreina Villanueva  | PJ/MUD                     |
| Clemar Milano        | UNT/MUD                    |